# Resolució 314 del Consell de Seguretat de les Nacions Unides
La Resolució 314 del Consell de Seguretat de l'ONU, aprovada el 28 de febrer de 1972, preocupada perquè certs estats no complissin la Resolució 253, el Consell va decidir que les sancions contra República de Rhodèsia establertes en la resolució 253 quedarien plenament vigents. També va instar a tots els estats a que implementessin plenament la resolució 253 i declaressin que qualsevol legislació aprovada o adoptada per qualsevol estat amb la finalitat de permetre la importació de qualsevol mercaderia de Rhodèsia meridional que entri en l'àmbit de 253 (es va esmentar específicament mineral de crom) perjudicaria les sancions i seria contrària a les obligacions de l'Estat en virtut de la Carta de les Nacions Unides.
El Consell va assenyalar a l'atenció de tots els Estats la necessitat d'augmentar la vigilància en l'aplicació de les disposicions i va demanar al Comitè establert en la resolució 253 i presentar un informe a tot tardar el 15 d'abril per recomanar formes i mitjans per garantir l'aplicació de les sancions i va demanar al Secretari General de les Nacions Unides que proporcionés tota l'assistència necessària al Comitè.
La resolució va ser aprovada per 13 vots a cap, amb dues abstencions del Regne Unit i dels Estats Units.